# Shelby (Nowy Jork)
Shelby – miasto w Stanach Zjednoczonych, w stanie Nowy Jork, w hrabstwie Orleans.